# シェアフル
シェアフル株式会社（英: Sharefull,inc.）は、東京都港区に本社を置く、スキマバイトアプリ「シェアフル」を提供する企業。
パーソルホールディングス株式会社とランサーズ株式会社が2019年1月に設立した合弁会社。

## 沿革
- 2019年
  - 1月 - 東京都渋谷区にシェアフル株式会社を設立[2]
  - 8月 - 「労務代行サービス」開始[3]
  - 8月 - 株式会社NTTドコモの「dジョブ®」と業務提携[4]
  - 8月 - 株式会社TSUTAYAと業務提携[5]
  - 12月 - 中部地方でのサービス提供開始[6]
- 2020年
  - 1月 - 株式会社出前館とパートナー契約[7]
  - 2月 - 本社を東京都港区スタジアムプレイス青山へ移転[8]
  - 4月 - パーソルイノベーション株式会社の傘下に加入[9]
  - 4月 - 農家支援企業「株式会社FARMERS AGENCY」とパートナー契約を締結[10]
  - 5月 - 長野県の農家の生産・流通・販売におけるマッチング支援を開始[11]
  - 6月 - 茨城県の農家の生産・流通・販売におけるマッチング支援を開始[12]
  - 7月 - 株式会社セブン銀行と業務提携・給与即時払いサービス開始[13]
- 2021年
  - 5月 - 中部電力ミライズコネクト株式会社と業務提携[14]
  - 12月 - スキマバイトアプリ「シェアフル」が累計 100万ダウンロードを突破[15]
- 2022年
  - 2月 - スポットワークプラットフォームを保有する各事業者共同で「一般社団法人スポットワーク協会」を設立[16]
  - 7月 - 株式会社ワイズマンとパーソルイノベーション株式会社の営業連携に伴い「シェアフル」のサービスを提供[17]
  - 11月 - スキマバイトアプリ「シェアフル」が累計 200万ダウンロードを突破[18]
- 2023年
  - 1月 - ポイントが貯まるサービス「シェアフルmembers」を正式公開[19]

## サービス
スキマバイトサービス「シェアフル」
シェアフルは、「スキマ時間を価値に変える」を掲げ、短期間・短時間の仕事に特化し、柔軟な働き方を望む個人と必要な時に必要な分だけ人材を活用したい企業をつなぐオンデマンドマッチングプラットフォーム。
2019年1月にサービスを開始し、アプリダウンロード数は累計200万以上(2022年11月25日時点)。
法律上は有料職業紹介事業の枠組みでサービスの提供がなされている。有料職業紹介事業の許可番号は「13-ユ-310227」である。